# Astragalus petri-primi
Astragalus petri-primi là một loài thực vật có hoa trong họ Đậu. Loài này được Rassulova & Strizhova miêu tả khoa học đầu tiên.